# Kvistlav
Kvistlav (Fellhanera bouteillei) är en lavart som först beskrevs av Jean Baptiste Desmazières, och fick sitt nu gällande namn av Vezda. Kvistlav ingår i släktet Fellhanera och familjen Pilocarpaceae.  Arten är reproducerande i Sverige. Inga underarter finns listade i Catalogue of Life.

## Källor

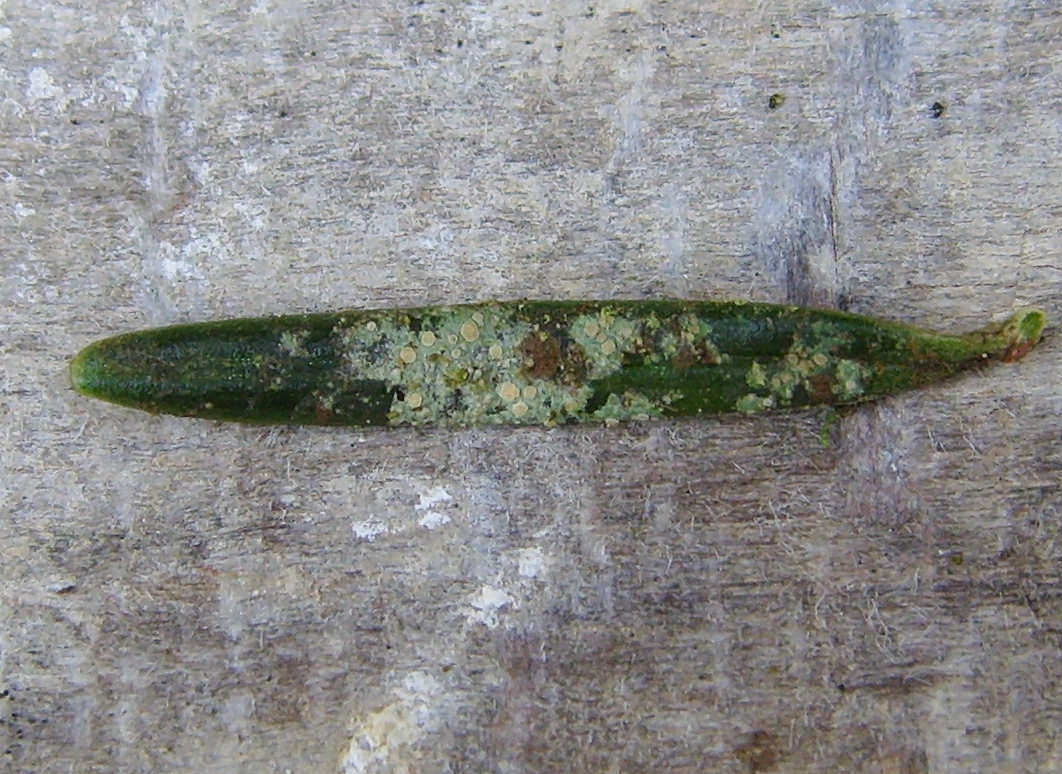